# Арбалет (радиолокационная станция)
«Арбалет» — российский двухдиапазонный когерентно-импульсный радиолокационный комплекс разработанный «Фазотрон-НИИР».Предназначен для размещения на вертолётах в комплексе с другими бортовыми агрегатами вертолёта для работы в дневное и ночное время, в различных метеоусловиях и в сложной помеховой обстановке. Построен с высокой долей унификации аппаратных и программных модулей на основе открытой архитектуры. Обладает вычислительной системой, не требующей жидкостного охлаждения. В 2002 году комплекс прошел государственные испытания на вертолете Ка-52.

## Особенности конструкции
Технически данный комплекс состоит из БРЛС и прочих систем. Комплекс работает как радиолокационная станция, способная информировать экипаж об окружающей обстановке, снимать радиолокационную карту. Также он используется в качестве прицельной системы, которая обеспечивает нанесение удара по наземным и воздушным целям. В комплексе «Арбалет» круговой обзор производится с помощью надвтулочной антенны, что позволяет обнаружить воздушную цель в любом направлении. Более того, в нём предусмотрен режим обеспечения низковысотного полёта с большим сектором поиска преград и с возможностью обнаружения опасных метеообразований и определения их границ. В аппаратуре предусмотрены конструктивно-технологические решения, связанные с повышенным уровнем вибрации вертолётов по сравнению с самолётами. Для этого проведены специальные исследования вибраций, вызываемых главным редуктором и вращением лопастей несущего винта.

## Возможности комплекса
Воздух-поверхность: радар способен картографировать земную поверхность, определять координаты наземных и надводных целей, распознавать их и обеспечивать наведение ракетно-пушечного вооружения ударного вертолета.
В режиме маловысотного полета: в автоматическом режиме обнаруживает препятствия, находит оптимальные пути их обхода и обеспечивает огибание рельефа местности.
Воздух-воздух: комплекс обнаруживает, распознает и измеряет координаты воздушных целей, обеспечивает наведение вооружения. Более того, комплекс обеспечивает противоракетную оборону вертолета за счет обнаружения управляемых ракет. Также может определять опасные метеорологические образования и находить пути их обхода.

## Основные характеристики
Дальность обнаружения наземных целей:
- типа «мост» — 25 км
- типа «танк» — 12 км

СКО измерения координат:
- азимут — 12 угловых минут
- угол места — 17 угловых минут
- дальность — 20 м

Дальность обнаружения наземных препятствий и определения рельефа местности:
- провода ЛЭП — 0,4 км
- рельеф с уклоном более 10 град — 1,5 км
- Сопровождение на проходе — до 20 целей[9][5]

В режиме «воздух-воздух»:
Зона обнаружения:
- азимут — 360 град
- угол места — ±30 град

Зона точной пеленгации:
- азимут — ±60 град
- по углу места — ±30 град
- Зона обзора по азимуту — 120 град
- Дальность картографирования — до 32 км

Дальность обнаружения воздушных целей:
- типа «штурмовик» — 15 км
- атакующей ракеты типа «Стингер» — 5 км
- Время обнаружения цели типа УР «Стингер» — 0.5 с
- Сопровождение на проходе — до 20 целей[5]

### Эксплуатационные характеристики
- Наработка на отказ на земле и в полете —150 ч
- Техническое обслуживание — двухуровневое

ВСК:
- поиск места неисправности — до конструктивносменной единицы
- полнота контроля — 0,95
- время предполетной подготовки с помощью ВСК — не более 5 мин
- документирование информации — в СОК

Долговечность:
- ресурс — 5000 ч
- срок службы — 25 лет[10]

### Основные характеристики вычислительной системы
- Процессор данных БЦВМ Ц181Ф
- Тактовая частота — 100 МГц
- Емкость ОЗУ — 8,8 Мб
- Емкость ПЗУ/ППЗУ — 16/2 Мб
- Емкость памяти регистратора данных — 48

- Процессор обработки сигналов Багет-55-04.01
- Тактовая частота — 50 МГц
- Емкость ОЗУ — 4 Мб
- Емкость ППЗУ — 16 Мб
- Производительность — до 1680 MFLOPS
- Скорость ввода цифровых данных — до 120 Мб/с[8][11]

## Модификации
- «Арбалет-Д» — дециметровый диапазон волн
- «Арбалет-М» — миллиметровый диапазон волн

## Оценка комплекса
Комплекс может представлять интерес для гражданской авиации из-за своих картографических возможностей При использовании РЛК «Арбалет» линии электропередач обнаруживаются на дальности 20 км, а также видны наземные препятствия, рельеф местности, опасные метеообразования и зоны турбулентности.